# Aeropuerto Internacional de Tabriz
El Aeropuerto Internacional de Tabriz (Persian: فرودگاه بین المللی تبریز) es un aeropuerto que atiende a Tabriz, Irán. Es el principal aeropuerto de Tabriz. También sirve como base de vuelos militares de la IRIAF y como base secundaria de cazas de la IRIAF.

## Aerolíneas y destinos
- Iran Air (Estambul-Atatürk, Teherán-Mehrabad, Isfahán, Kish, Bandar Abbas, Ahwaz)
- Turkish Airlines (Estambul-Atatürk)
- Iran Air Tours (Mashad, Teherán)
- Iran Aseman Airlines (Teherán, Rasht)
- Kish Air (Asalouyeh, Mashad, Kish, Teherán)
- Caspian Airlines (Teherán, Mashad, Dubái, Damasco)
- Taban Air (Mahshahr, Mashad, Damasco)
- Eram Air (Tehran)
- Yanda Airlines (Bandar Abbas, Mashad, Teherán-Mehrabad)
- Ata Air (Tehrán-Mehrabad, Mashad, Kish, Estambul-Atatürk, Damasco)